# La Pastora (Lara)
Pour les articles homonymes, voir La Pastora.
La Pastora est la capitale de la paroisse civile de Cecilio Zubillaga de la municipalité de Torres de l'État de Lara au Venezuela. 